# Le temps des cerises

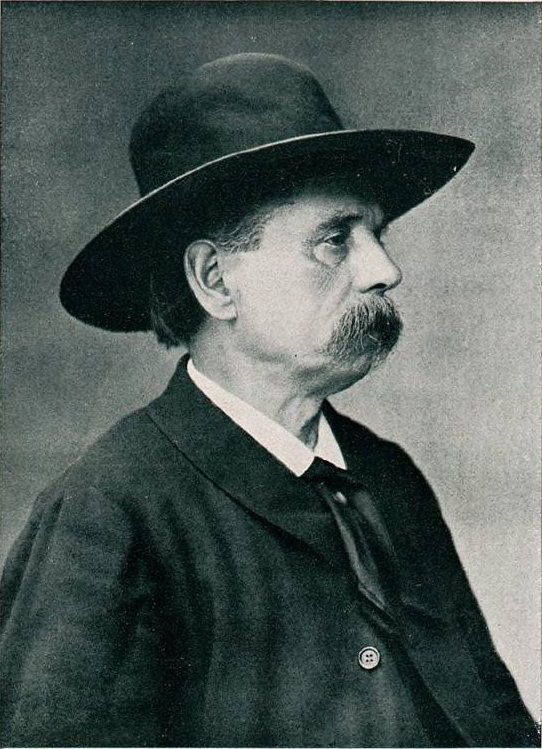
Jean-Baptiste Clément
foto van Nadar.

Le Temps des Cerises is een Frans amoureus strijdlied uit 1866, dat sindsdien wereldwijd uitgegroeid is tot een evergreen. De tekst is geschreven door Jean-Baptiste Clément, de muziek door Antoine Renard.

## Herkomst
Het lied wordt sterk geassocieerd met de Commune van Parijs (1871). De Parijzenaar Jean-Baptiste Clément (1837–1903) groeide op in een tijd van stijgende politieke bewustwording van de arbeiders en hij was vol hoop bij de oprichting van de Eerste Internationale in 1864. Toen in de lente van 1871, na de Frans-Duitse Oorlog en de uitroeping van de Franse Republiek, de ‘Parijse Commune’ ontstond, was hij een geestdriftige aanhanger. Overmoedig grepen de revolutionairen de macht, verklaarden de hoofdstad onafhankelijk, en kondigden allerlei sociale maatregelen af. De Commune duurde slechts een tweetal maanden, van 18 maart tot 28 mei 1871. Haar belegering en repressie kostten het leven aan meer dan twintigduizend opstandelingen en zo’n achthonderd soldaten. Jean-Baptiste Clément vocht mee aan de zijde van ‘de communards’.
De laatste dag van de strijd ontmoette hij op de barricade een arbeidster, Louise. Zij was te hulp gesneld om de gewonden te verzorgen. Clément droeg zijn vijf jaar oude gedicht Cerises aan haar op. Later groeide het lied voor de onbekende verpleegster op de barricade uit tot een zinnebeeld, een kenwijsje en evergreen:

Quand nous en serons au temps des cerises (Quand nous chanterons le temps des cerises)

Et gai rossignol et merle moqueur

Seront tous en fête

Les belles auront la folie en tête

Et les amoureux du soleil au cœur

Quand nous chanterons le temps des cerises

Sifflera bien mieux le merle moqueur

Mais il est bien court , le temps des cerises

Où l'on s'en va deux cueillir en rêvant

Des pendants d'oreilles

Cerises d'amour aux robes pareilles (aux larmes pareilles)

Tombant sous la feuille en goutte de sang

Mais il est bien court le temps des cerises

Pendants de corail qu'on cueille en rêvant

Quand vous en serez au temps des cerises

Si vous avez peur de chagrins d'amour

Evitez les belles

Moi qui ne crains pas les peines cruelles

Je ne vivrai pas sans souffrir un jour

Quand vous en serez au temps des cerises

Vous aurez aussi des chagrins d'amour

J'aimerai toujours le temps des cerises,

C'est de ce temps-là que je garde au cœur

Une plaie ouverte

Et Dame Fortune en m' étant offerte

Ne saura jamais calmer ma douleur (Ne pourra jamais fermer ma douleur)

J'aimerai toujours le temps des cerises

Et le souvenir que je garde au cœur

## Tekstcommentaar
- Opmerkelijk in de eerste strofe is dat het eerste vers luidt: en serons en het zesde vers chanterons; in veel versies is het eerste vers gecontamineerd door het zesde.

- In de tweede strofe bestaat ook de zinsvariant "aux larmes pareilles", wat strookt met "gouttes de sang". De meest aanvaarde tekst is echter aux robes pareilles.

- Voor de derde strofe is er een versie quand vous y serez; maar de meest aanvaarde is quand vous en serez.

- In de laatste strofe bestaat ook een variant met de zinsnede ne saurait jamais...; de variant met "saura" is echter het meest aanvaarde vers.

## Populariteit
Vandaag wordt dit lied nog vaak gezongen binnen socialistische kringen en in de Vierde Wereldbeweging, maar het kent ook ver daarbuiten een grote populariteit. Le temps des cerises is talloze keren gecoverd, vooral in Franstalige landen. Bekende coverversies zijn onder andere van Charles Trenet, Patrick Bruel, Yves Montand en Nana Mouskouri, In 2008 werd Le Temps des cerises in België uitgebracht in duet met Geike Arnaert (Hooverphonic) en Bobbejaan Schoepen. De Gentse volkszanger Walter De Buck vertaalde het lied en zong het in het Gents onder de naam 'De tijd van de kersen'.
Het lied wordt ook uitgevoerd in de Japanse animatiefilm Porco Rosso en de Franse film Casque d'or. Willem Wilmink vertaalde dit lied, de tijd van de kersen, gezongen door o.a. Paul de Leeuw.